# Ciocănitoare cu frunte aurie
Ciocănitoarea cu frunte aurie (Melanerpes aurifrons) este o specie de pasăre din subfamilia Picinae din familia ciocănitoarelor Picidae. Se găsește în sudul Statelor Unite (mai ales în Texas), în Mexic și în unele părți ale Americii Centrale.

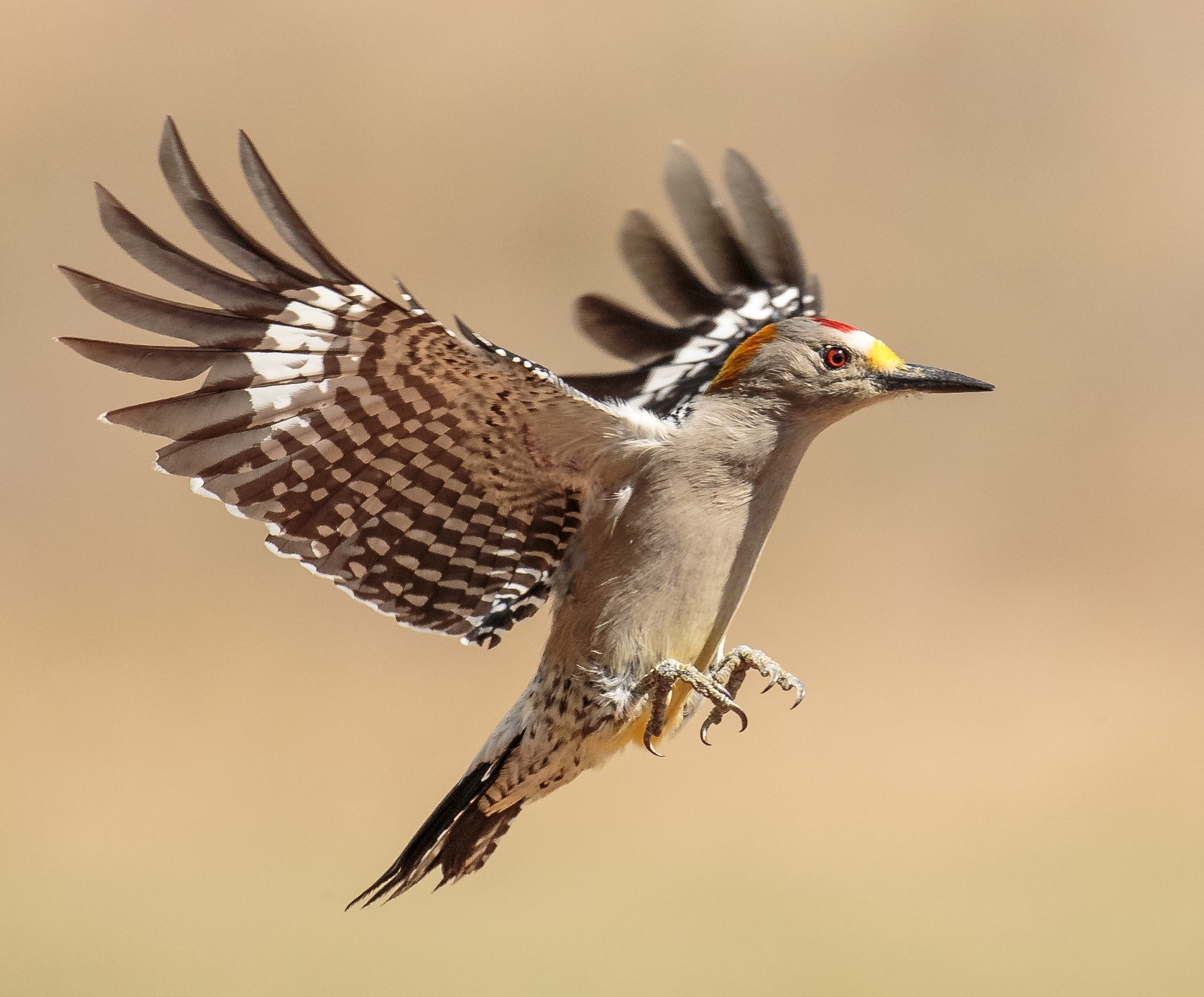
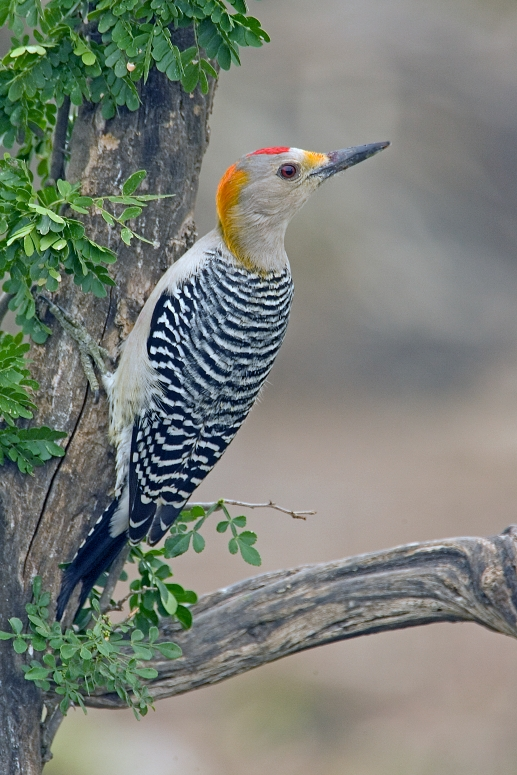
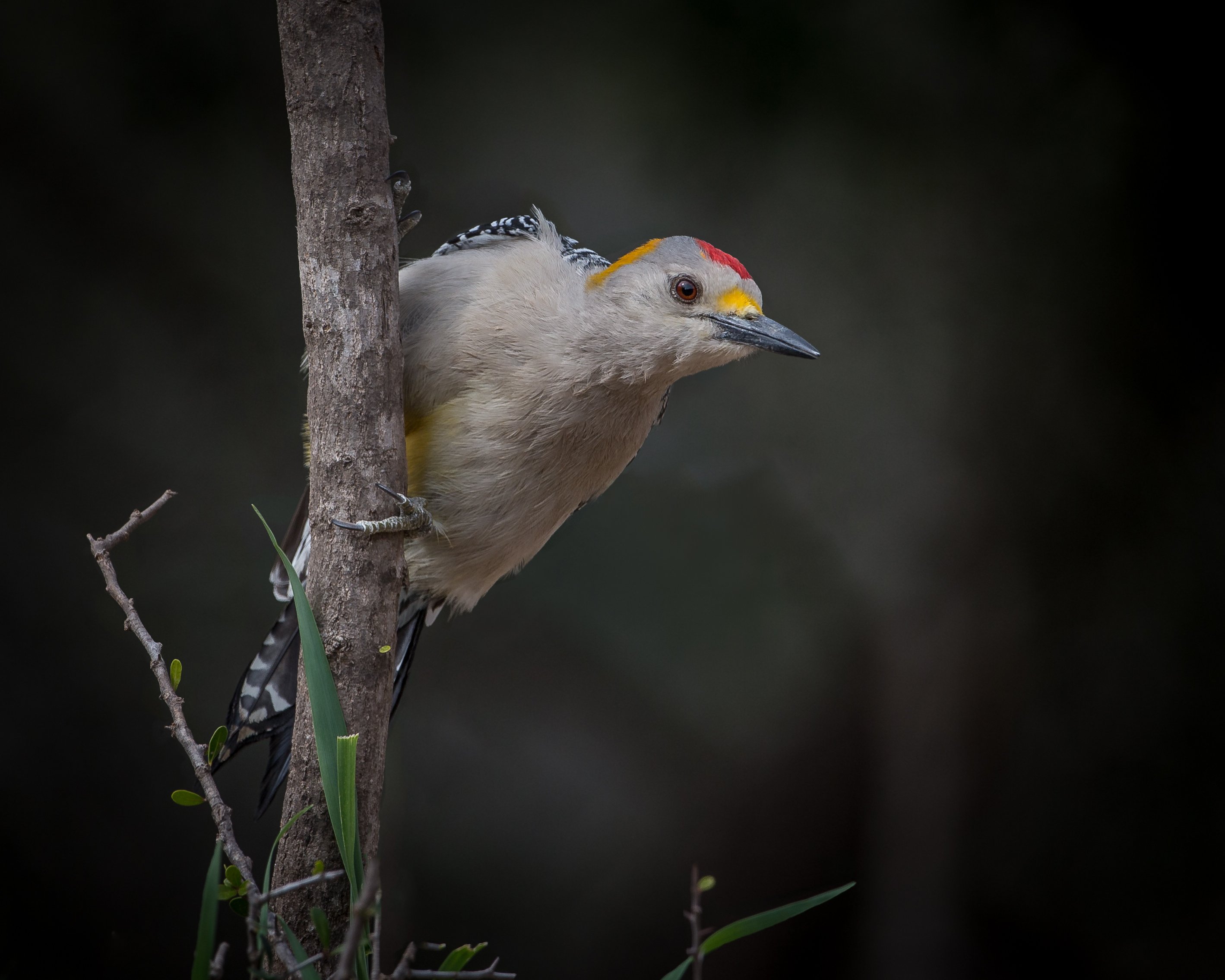